# Sarry (Yonne)
Sarry település Franciaországban, Yonne megyében. Lakosainak száma 134 fő (2022. január 1.). Sarry Annoux, Censy, Châtel-Gérard, Étivey, Grimault, Jouancy, Massangis és Pasilly községekkel határos.

## Népesség
A település népessége az elmúlt években az alábbi módon változott:
| Lakosok száma | 162  | 160  | 168  | 161  | 152  | 144  | 135  | 132  | 134  |
|               | 2013 | 2015 | 2016 | 2017 | 2018 | 2019 | 2020 | 2021 | 2022 |